# Iglesia Matriz de San Pedro (Cali)
Iglesia matriz de San Pedro fue una antigua y desaparecida iglesia matriz del siglo XVI ubicada en la Ciudad de Santiago de Cali, Colombia, pero que hoy corresponde al cercano municipio de Buga. En su lugar hoy se encuentra la Catedral metropolitana de Cali, de una construcción posterior.

## Historia
Su origen se remonta a la fundación de la ciudad. Esta iglesia debió ser la construcción más importante de Cali en el siglo XVI. Para esa época, las construcciones tenían el carácter de temporales, pues debían ser trasladas por el constante asedio de los indígenas. Sin embargo, la construcción del templo no tenía en mente éste propósito. Según documentos históricos fue la primera construcción en la ciudad y contaba con cimientos de sillería y mampostería, con arco toral de ladrillo, dado su carácter de construcción permanente.
Se sabe que en 1608 la iglesia matriz de San Pedro no tenía sacristía y estaba en muy malas condiciones: la capilla mayor se había derrumbado y el arco toral estaba por caerse. Dos años después la iglesia fue reedificada con la reconstrucción de la sacristía y la edificación de una sacristía adicional.
La capilla se inició a construir en 1743, y se amobló con varias donaciones de notables de la época. Allí se estableció una cofradía una vez se terminó de construir la capilla.
Se sabe que la Capilla de San Antonio fue construida como sucursal de la iglesia matriz ante el crecimiento de la ciudad, que ya contaba con 5000 habitantes. Además contaba con un centro de adoración al franciscano portugués Antonio de Padua.
En 1747, el párroco José de Alegría inició el proyecto de la construcción de una viceparroquia en la Colina de San Antonio. Es imposible saber con certeza como era esta iglesia, ya que en la ciudad no queda ningún ejemplar arquitectónico de la época que no haya sufrido alteraciones posteriores. Según documentos históricos parece ser que esta iglesia tuvo torre en lugar de espadaña.

### Catedral de San Pedro Apóstol
Fue construida por el arquitecto español Antonio García. Se le atribuye al párroco José Rivera la erección de la primera piedra del templo, que se esto sucedió el 1 de septiembre de 1772. Se usó mano de obra de presidiarios caleños, y su construcción terminó en 1802.